# 노동본색
《노동본색》는 매주 월요일 지뚱이 다음 웹툰에서 연재하는 웹툰이다.